# 銀行街25號
51°30′43″N 0°05′02″W / 51.511834°N 0.083876°W
銀行街25號（25 Bank Street）是金絲雀碼頭的辦公樓之一，位於倫敦碼頭區。現在該建築是投資銀行JP摩根的歐洲總部。銀行界25號於2001年至2003年間興建，是蒼鷺碼頭的五座新建築之一。在動工前，大樓曾打算租予安然公司，後來因為該公司破產而改租予雷曼兄弟公司，用作其歐洲總部，直至2008年破產為止。

## 外部連結
- Google Maps location （页面存档备份，存于）